# Brauerei Zu den drei Königen

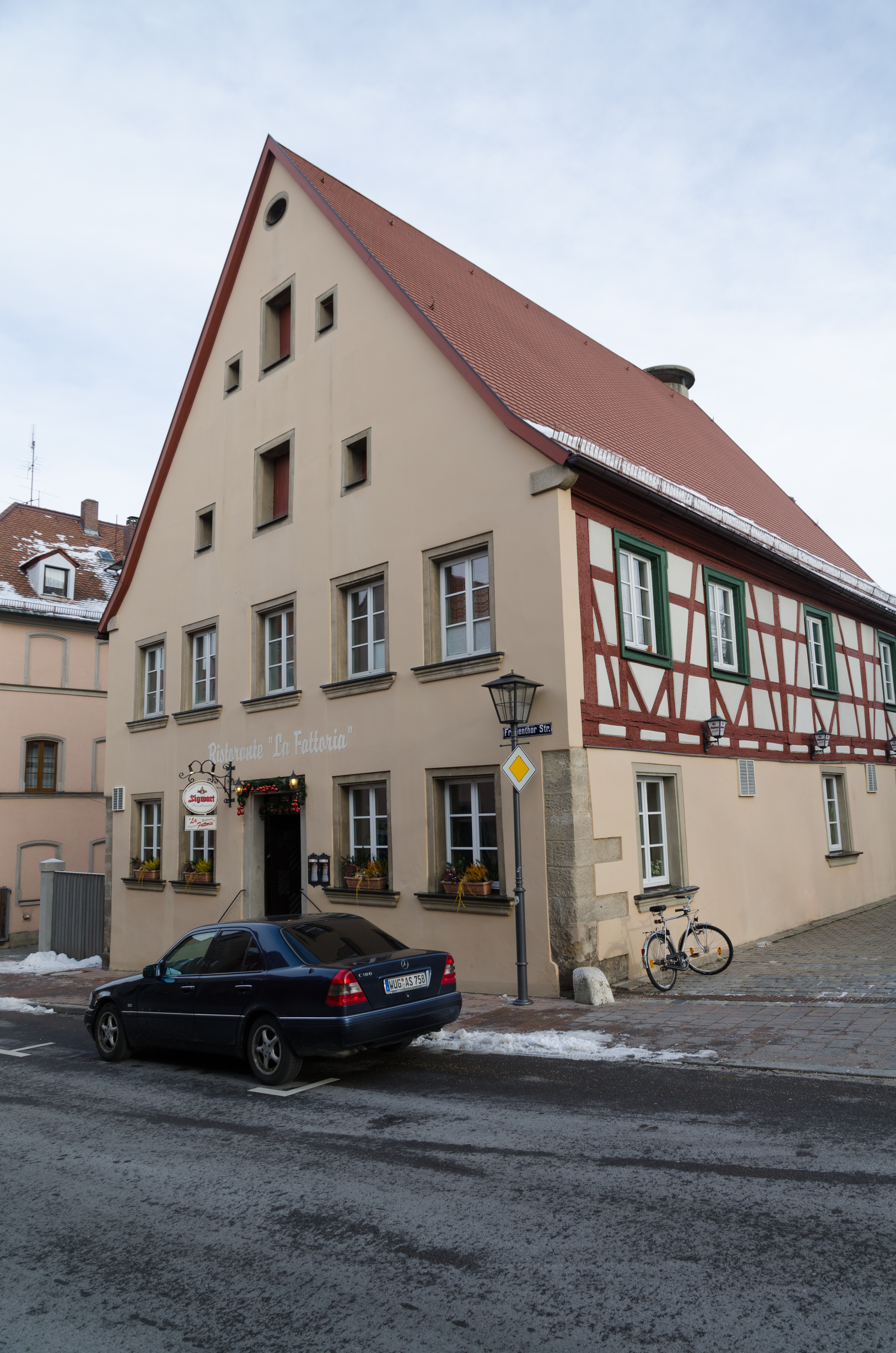
Ehemaliges Gasthaus „Zu den drei Königen“ in Weißenburg

Die ehemalige Brauerei Zu den drei Königen in Weißenburg in Bayern, oft auch als Brauerei Held bezeichnet, war in der Frauentorstraße 11 beheimatet.

## Geschichte

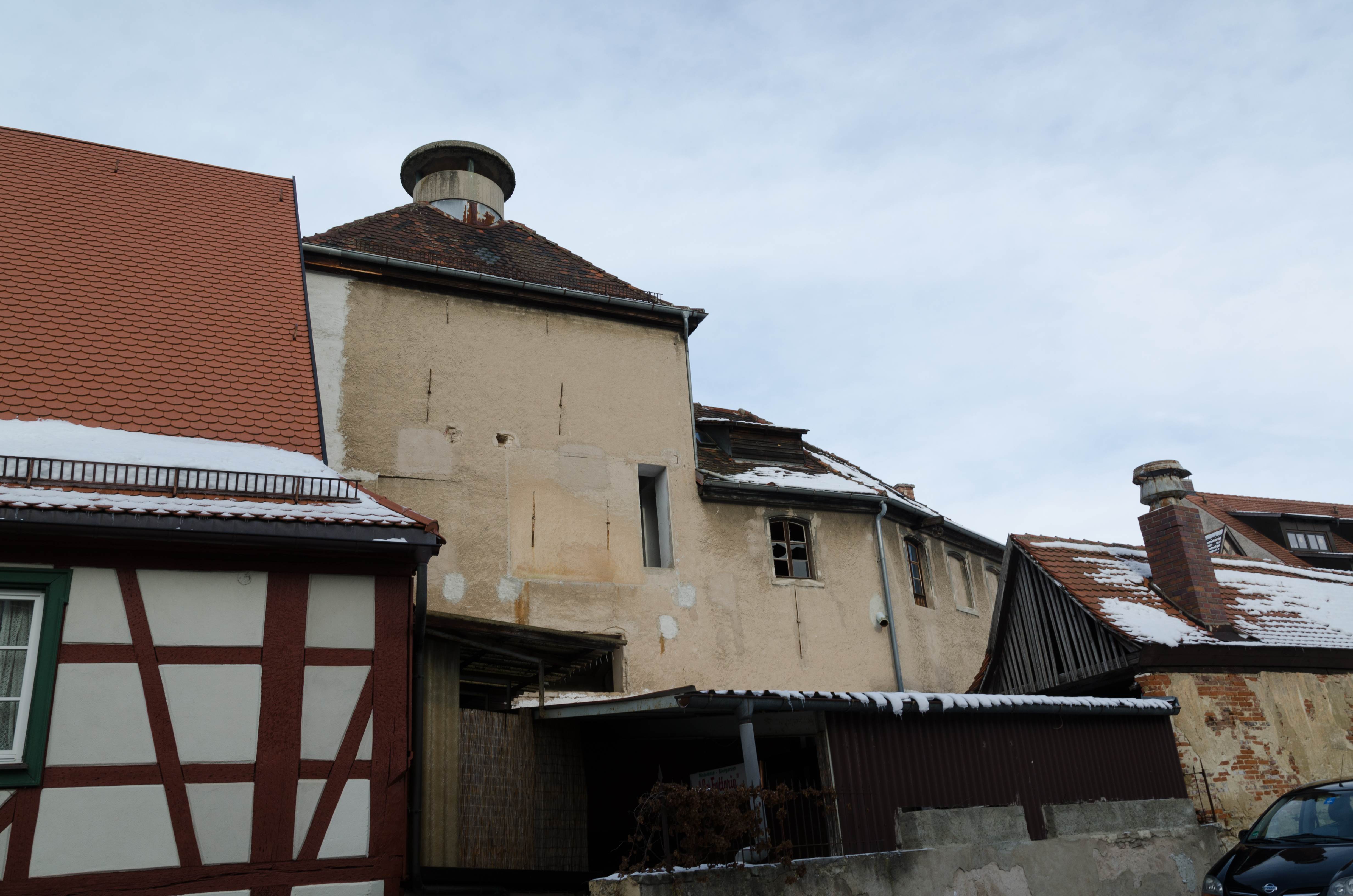
Überreste der Brauereigebäude „Zu den drei Königen“

Die Geschichte des Hauses geht zurück bis in das Jahr 1729/1730, als ein Johann Caspar Fleischmann ein neues Wohn- und Wirtshaus errichten ließ. 1788 erhielt Johann Christoph Ebert vom Rat der Stadt die Erlaubnis zum Bau einer eigenen Braustätte. Ab 1833 war die Brauerei im Besitz der Familie Held. Von 1833 bis 1866 war Christian Held der Eigentümer, von 1866 bis 1898 August Held, von 1898 bis 1903 Berta Held, die Witwe von August Held. Ab 1903 bis zum Verkauf der Brauerei an die Brauerei Müller (heute Sigwart) im Jahre 1906 war August Held der Besitzer der Brauerei.

## Sommerkeller
1788, mit dem Bau des Brauhauses ließ Ebert unterhalb des sogenannten Araunerskellers einen Sommerkeller graben. Ab 1793 wird dort auch ein Kellerhaus erwähnt. Mit dem Verkauf der Brauerei 1906 wurde der Sommerkeller („Heldkeller“) geschlossen und verkauft, zeitweise wurde dort eine Laubfärberei betrieben.